# Reynaldo Getalado
Reynaldo Bunyi Getalado MSP (ur. 5 sierpnia 1959 w Muntinlupa) – filipiński duchowny rzymskokatolicki, misjonarz filipiński, biskup diecezji Rarotonga na Wyspach Cooka od 2024.

## Życiorys
Święcenia kapłańskie otrzymał 4 sierpnia 1988 w Zgromadzeniu Misjonarzy Filipińskich. Po święceniach został misjonarzem w Papui-Nowej Gwinei (diecezja Daru-Kiunga), a w latach 2000–2003 pracował w nowozelandzkiej diecezji Auckland. W 2003 powrócił do rodzinnego kraju i został wikariuszem w Mandaluyong, a rok później został ponownie skierowany do Papui-Nowej Gwinei (diecezja Bougainville).
W dniu 24 lutego 2014 roku papież Franciszek mianował go superiorem misji „sui iuris” w Funafuti.
8 grudnia 2023 papież Franciszek mianował go biskupem koadiutorem diecezji Rarotonga. 27 kwietnia 2024 otrzymał święcenia biskupie w katedrze św. Józefa w Avarua z rąk ks. bpa Paula Donoghue’a. Rządy w archidiecezji objął 29 czerwca 2024, po przejściu poprzednika na emeryturę.